# 1540
Năm 1540 (số La Mã: MDXL) là một năm nhuận bắt đầu từ ngày thứ năm (liên kết sẽ hiển thị đầy đủ lịch) trong lịch Julius.

## Sự kiện
Quân đội nhà Lê Trung Hưng do tướng Nguyễn Kim dẫn đầu chiếm được Nghệ An từ nhà Mạc và chính thức thành lập Nam triều.

### Tháng 11
- 3 tháng 11: Mạc Thái Tổ dâng đất ngũ động hàng nhà Minh

## Sinh
- không rõ - François Viète, nhà toán học người Pháp (m. 1603)